# Abell 39
 Abell 39  är en planetarisk nebulosa i stjärnbilden Herkules. Abell 39 innehåller ungefär hälften så mycket syre som solen. Dess centrala stjärna är just utanför centrumet, men vad som orsakade detta är okänt. 
Abell 39 är en av de största sfäriska nebulosorna man hittat.